# 刘曾浩
刘曾浩（1918年—2017年9月9日），曾用名刘养泉，男，山东沂水人，中华人民共和国政治人物，曾任中共沈阳市委书记兼市革委会副主任，辽宁省人大常委会副主任，第五届全国人大代表。